# Bravo Airways
Bravo Airways est une compagnie aérienne ukrainienne, fondée en 2012 et basée à l'aéroport international de Kiev (Zhuliany). En mai 2019, la compagnie aérienne annonce mettre fin à toutes les opérations d'affrètement.

## Destinations
L'Iran
- Téhéran - Aéroport international Imam Khomeini de Téhéran

Jordan
- Amman - Aéroport international Queen Alia

Liban
- Beyrouth - Aéroport international de Beyrouth - Rafic Hariri

Ukraine
- Kharkiv - Aéroport international de Kharkiv saisonnier
- Kiev - Aéroport international de Kiev (Zhuliany), base

## Flotte

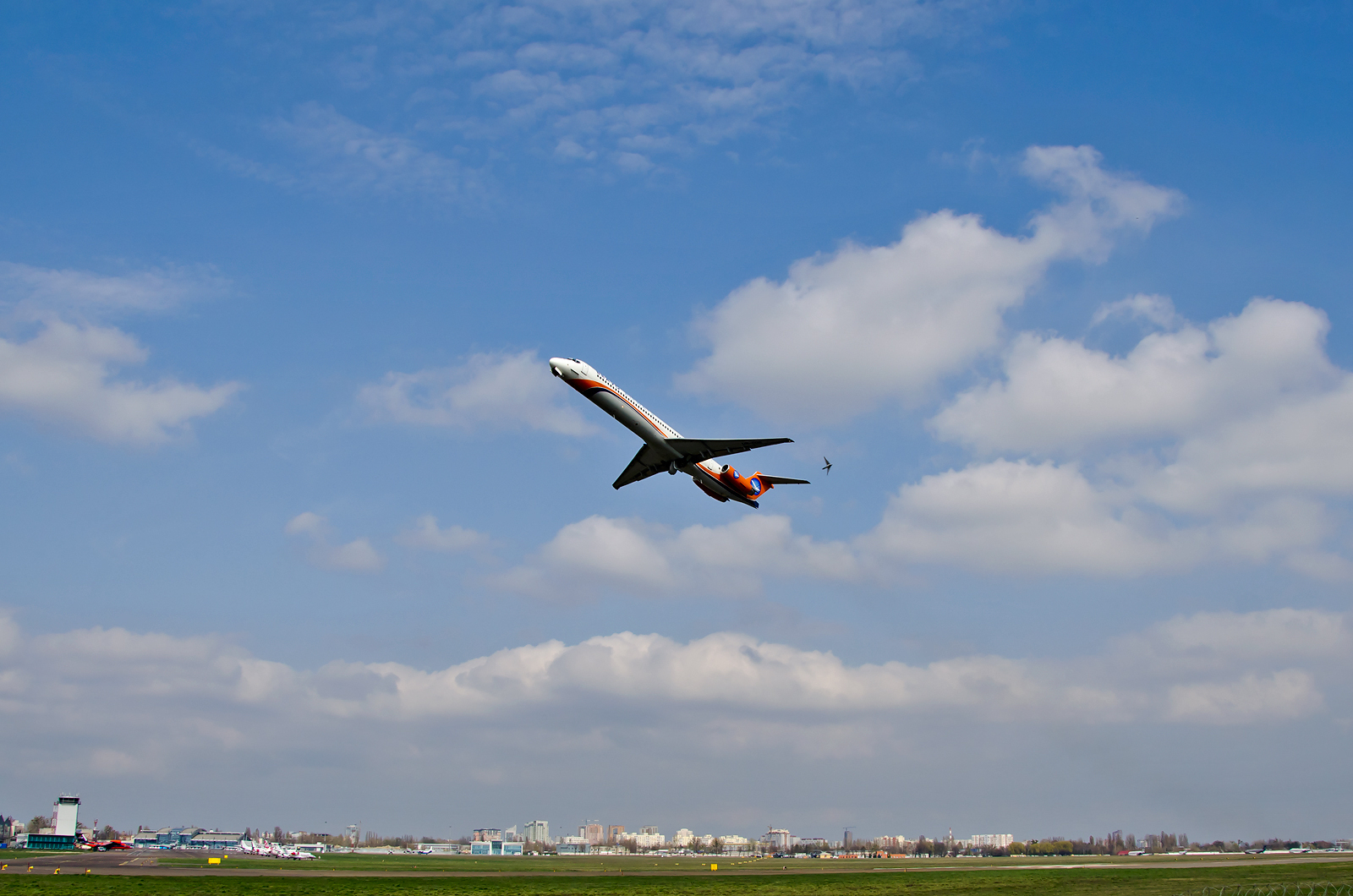
Bravo Airways McDonnell Douglas MD-83 UR-COB décollant de Kiev

En avril 2019, la flotte de Bravo Airways est constituée des avions suivants :
| Boeing 737-300          | 1 | — | 135 |  |  |  |  |
| Boeing 737-500          | 2 | — | 129 |  |  |  |  |
| McDonnell Douglas MD-83 | 2 | — | 172 |  |  |  |  |
| Total                   | 5 | — |     |  |  |  |  |

## Incidents et accidents
- Le 14 juin 2018, le vol 4406 de Bravo Airways, un McDonnell Douglas MD-83 (UR-CPR), en provenance de l' aéroport d'Antalya, a dérapé de la piste après un atterrissage à l'aéroport international de Kiev (Zhuliany) dans des conditions météorologiques difficiles. Les 169 passagers et membres d'équipage à bord ont été évacués en toute sécurité; cependant, l'aéronef a subi de graves dommages et a été jugé comme irréparable[4].

## Voir également
- Liste des compagnies aériennes de l'Ukraine